# 秦野郵便局
秦野郵便局（はだのゆうびんきょく）は神奈川県秦野市にある郵便局。民営化前の分類では集配普通郵便局であった。

## 概要
住所：〒257-8799 神奈川県秦野市室町2-44

### 併設施設
- ゆうちょ銀行秦野店（さいたま支店秦野出張所）：取扱店番号020160

### 分室
分室はなし。過去に存在した分室は以下のとおり。
- 保険分室 - 1950年（昭和25年）に廃止。
- 曾屋分室 - 1965年（昭和40年）に廃止。

## 沿革
- 1874年（明治7年）7月 - 曾屋郵便取扱所として開設[1]（曽屋2966、三武佐司右衛門自宅[2]）。
- 1875年（明治8年）1月1日 - 曾屋郵便局（五等）となる。同年、為替取扱を開始[1]。
- 1882年（明治15年） - 貯金取扱を開始[1]。
- 1890年（明治23年）4月1日 - 秦野郵便局に改称[1]。
- 1897年（明治30年）3月1日 - 秦野郵便電信局となる[1]。
- 1903年（明治36年）4月1日 - 通信官署官制の施行に伴い秦野郵便局となる[1]。
- 1946年（昭和21年）7月16日 - 特定郵便局から普通郵便局に局種別改定[3]。
- 1949年（昭和24年）6月1日 - 中郡秦野町大字曾屋に保険分室を設置[4]。
- 1950年（昭和25年）9月11日 - 中郡秦野町から同郡南秦野町に移転[5]。曾屋分室を設置[6]、保険分室を廃止[7]。
- 1956年（昭和31年）11月1日 - 電話通話および和文電報受付事務の取扱を開始。
- 1959年（昭和34年）9月16日 - 曾屋分室にて電話通話および和文電報受付事務の取扱を開始。
- 1965年（昭和40年）8月1日 - 曾屋分室を廃止。同分室取扱の為替貯金事務は、新設の秦野曾屋郵便局[8]に、その他の事務は当局にそれぞれ承継された。
- 1970年（昭和45年）9月30日 - 小田急小田原線を経由する鉄道郵便輸送（東京小田原線）が廃止[9]。専用自動車に転換。
- 1973年（昭和48年）12月3日 - 秦野市今川町から、河原町4983-1に局舎を新築、移転[2]。
- 1986年（昭和61年）9月1日 - 局名の読みを「はたの」から「はだの」に変更。
- 1999年（平成11年） - 外国通貨の両替および旅行小切手の売買に関する業務取扱を開始。
- 1999年（平成11年）11月1日 - 秦野市河原町2-15から同市室町2-44に移転。
- 2000年（平成12年）3月27日 - 西秦野郵便局（秦野市堀川）から「259-13xx」区域の集配業務を移管。
- 2007年（平成19年）10月1日 - 民営化に伴い、併設された郵便事業秦野支店、ゆうちょ銀行秦野店に一部業務を移管。
- 2012年（平成24年）10月1日 - 日本郵便株式会社発足に伴い、郵便事業秦野支店を秦野郵便局に統合。

## 取扱内容

### 秦野郵便局
- 郵便、印紙、ゆうパック、内容証明
- 生命保険、バイク自賠責保険、自動車保険、がん保険、引受条件緩和型医療保険
- 「257-00xx」「259-13xx」区域（秦野市の全域、愛甲郡清川村（煤ケ谷小字丹沢山札掛））の集配業務
- ゆうゆう窓口

### ゆうちょ銀行秦野店
- 貯金、貸付、為替、振替、振込、国際送金、外貨両替、トラベラーズチェック、国債、投資信託、変額年金保険
- ATM

## 周辺
- 秦野ガス
- クリエイトS・D秦野大秦町店
- 室川、水無川
- 上智大学秦野キャンパス（上智大学短期大学部）

## アクセス
- 小田急小田原線 秦野駅（北口）から徒歩約11分
- 神奈中バス 秦野郵便局前停留所下車
- 東名高速道路 秦野中井ICから北へ約2km
- 駐車場あり：17台